# Quad City Flames
Die Quad City Flames waren eine Eishockeymannschaft aus der nordamerikanischen American Hockey League (AHL) und in Moline, Illinois beheimatet. Das Franchise war von 2007 bis 2009 in der Region der Quad Cities angesiedelt und spielte vorher unter dem Namen Omaha Ak-Sar-Ben Knights in Omaha, Nebraska.
Das Team fungierte als Farmteam der Calgary Flames aus der National Hockey League. Die Zusammengehörigkeit beider Teams war auch im Teamlogo erkennbar, das aus dem flammenden „C“ der Calgary Flames und einem flammenden „Q“ für die Quad City Flames bestand.

## Geschichte

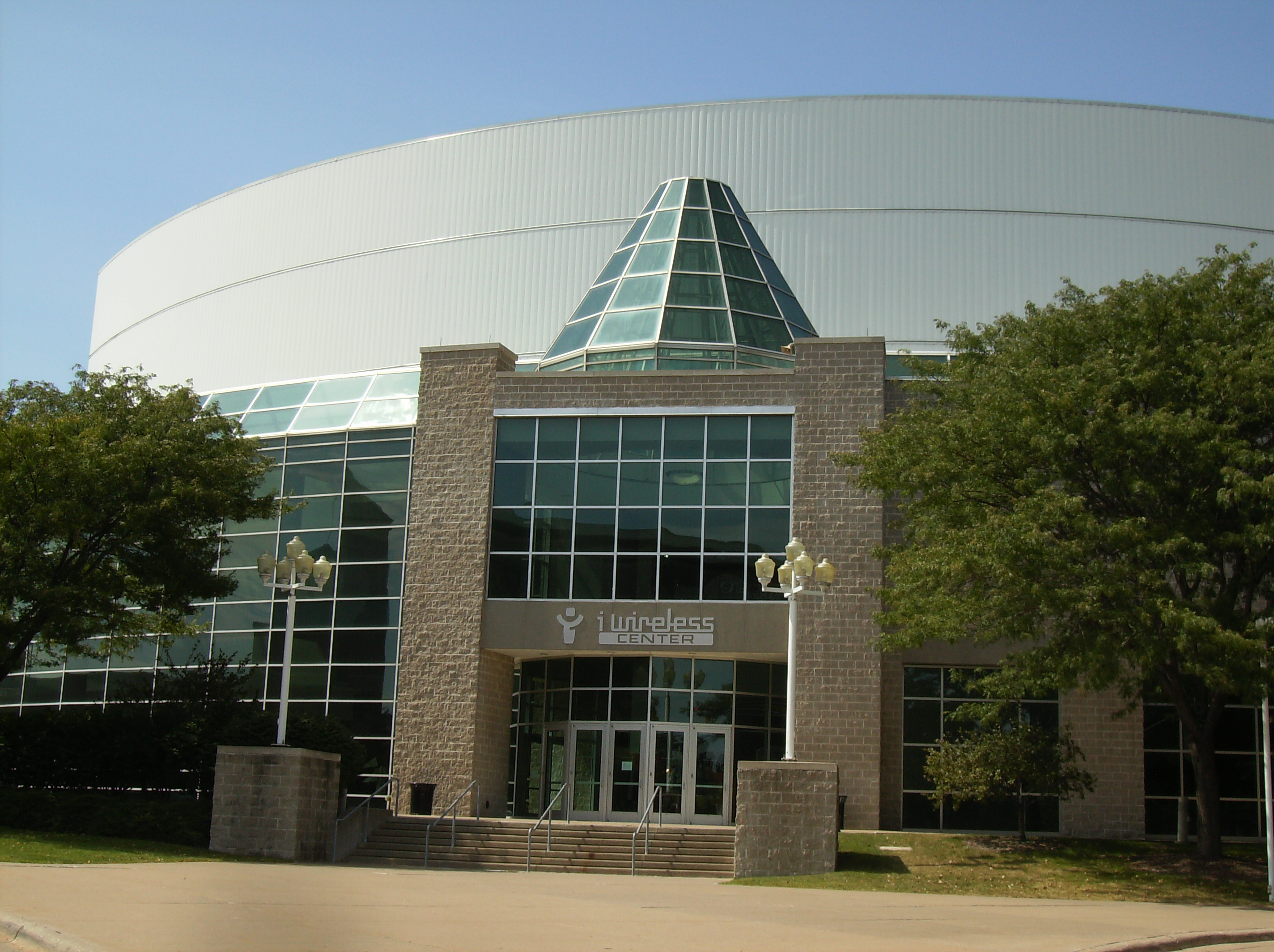
Das iWireless Center, die neue Heimat des Franchise

Das Franchise der Quad City Flames gehörte schon seit 1993 den Calgary Flames und operierte bis 2003 als Saint John Flames in der AHL, allerdings stellte das Team dann den Spielbetrieb ein. 2005 nahm das Franchise wieder seine Geschäfte auf und trug den Namen Omaha Ak-Sar-Ben Knights. Doch nach zwei finanziell enttäuschenden Jahren entschieden sich die Calgary Flames das Team in die Region der Quad Cities nach Moline, Illinois umzusiedeln und in Quad City Flames umzubenennen.
Ihre Spiele trugen die Flames im iWireless Center aus.
Nach zwei sportlich erfolglosen Jahren entschied man sich das Franchise nach Abbotsford in die kanadische Provinz British Columbia umzusiedeln.

## Erfolge und Ehrungen

### Vereinsrekorde

#### Karriere
|                           | Name                           | Anzahl                      |
| Meiste Spiele             | Kris Chucko                    | 154 (in zwei Spielzeiten)   |
| Meiste Tore               | Kris Chucko                    | 43                          |
| Meiste Vorlagen           | Carsen Germyn                  | 76                          |
| Meiste Punkte             | Carsen Germyn                  | 108 (32 Tore + 76 Vorlagen) |
| Meiste Strafminuten       | Matt Pelech                    | 271                         |
| Meiste Siege als Torhüter | Leland Irving                  | 24                          |
| Meiste Shutouts           | Matt Keetley Curtis McElhinney | 3                           |

#### Saison
|                           | Name           | Anzahl                     | Saison  |
| Meiste Tore               | Kyle Greentree | 39                         | 2008/09 |
| Meiste Vorlagen           | Carsen Germyn  | 47                         | 2008/09 |
| Meiste Punkte             | Kyle Greentree | 76 (39 Tore + 37 Vorlagen) | 2008/09 |
| Meiste Strafminuten       | Brandon Prust  | 248                        | 2007/08 |
| Meiste Siege als Torhüter | Leland Irving  | 24                         | 2008/09 |